# Геворкян Лусіне Аркадіївна
Лусіне Аркадіївна Геворкян (вірм. Լուսինե Գևորգյան, рос. Лусинэ Аркадьевна Геворкян; псевдонім — Лу; нар. 21 лютого 1983, Капан) — російська співачка й авторка пісень, композиторка, вокалістка рок-гуртів «Tracktor Bowling» (з 2004 року) та «Louna».

## Біографія
Народилась у 1983 році в м. Капан (Вірменія), пізніше переїхала із батьками в Серпухов (Росія).
У дитинстві навчалась у музичній школі по класу фортепіано.
У 2001 році закінчила Московський державний машинобудівний університет, а у 2006 році — Московський державний університет культури і мистецтв (факультет менеджменту і соціально-інформаційних технологій).
Музична кар'єру розпочала у 2003 році, коли стала учасницею рок-гурту «Сфера Влияния». У 2004 році перейшла у гурт «Tracktor Bowling». Саме із цим колективом Лусіне стала відомою.
У 2008 році разом із басистом Віталієм Демиденко заснувала рок-гурт Louna.
В кінці 2012 року гурт LOUNA був висунутий на Премію «Чартова Дюжина» відразу в 6 номінаціях і згодом вийшов до другого етапу голосування в двох з них — «Альбом» і «Солістка». 24 лютого 2013 року на основі народного голосування Лусіне Геворкян була визнана найкращою рок-вокалісткою Росії і під час церемонії нагородження переможців Премії «Чартова Дюжина» в клубі Stadium Live отримала Премію «Краща солістка» з рук актора Микити Висоцького. В цьому ж році Tracktor Bowling оголошують творчу відпустку, а гурт Louna навпаки починає активну роботу над новим англомовним альбомом і у 2013 їде в тур США.
У 2015 році гурт Tracktor Bowling повертається з відпустки і випускає альбом «Бесконечность», що став останнім, адже літом 2017 року вони оголосили про завершення творчого шляху.

## Особисте життя
Одружена з Віталієм Демиденко. 31 жовтня 2014 року народила сина Максима.

## Галерея

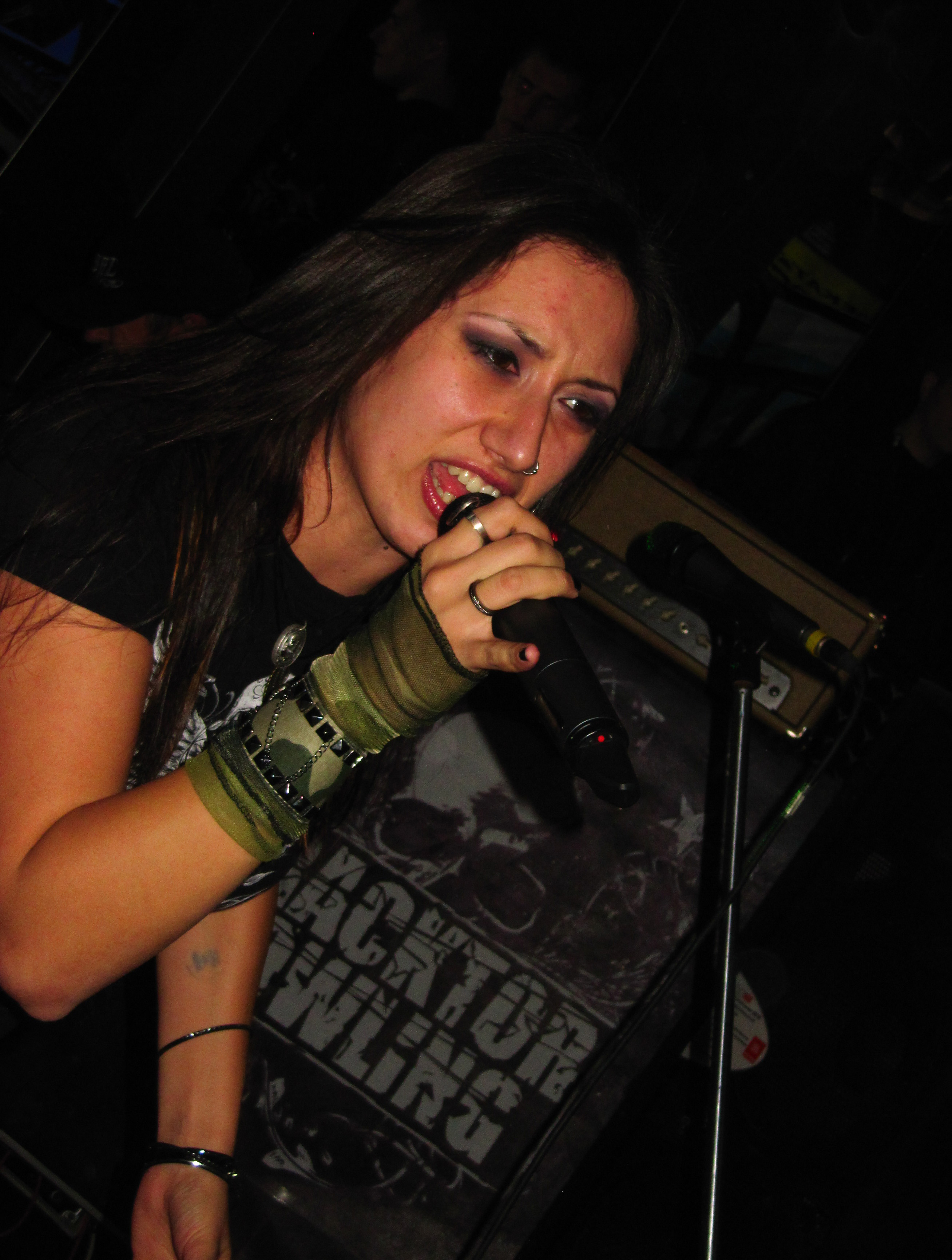
Лусіне на концерті в Самарі, 2010
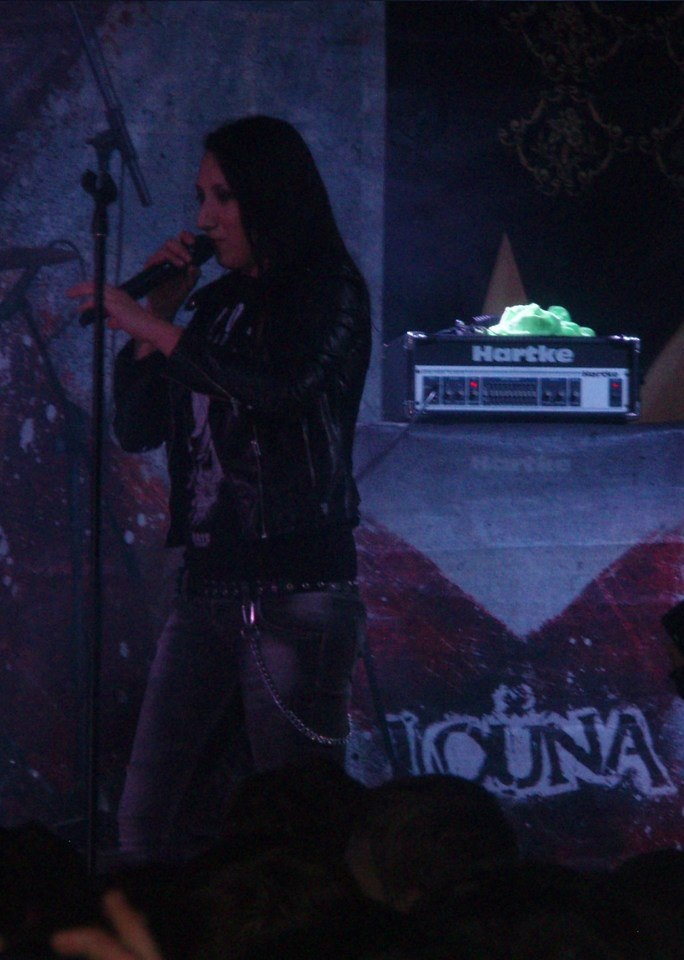
На концерті в Луганську, 2013
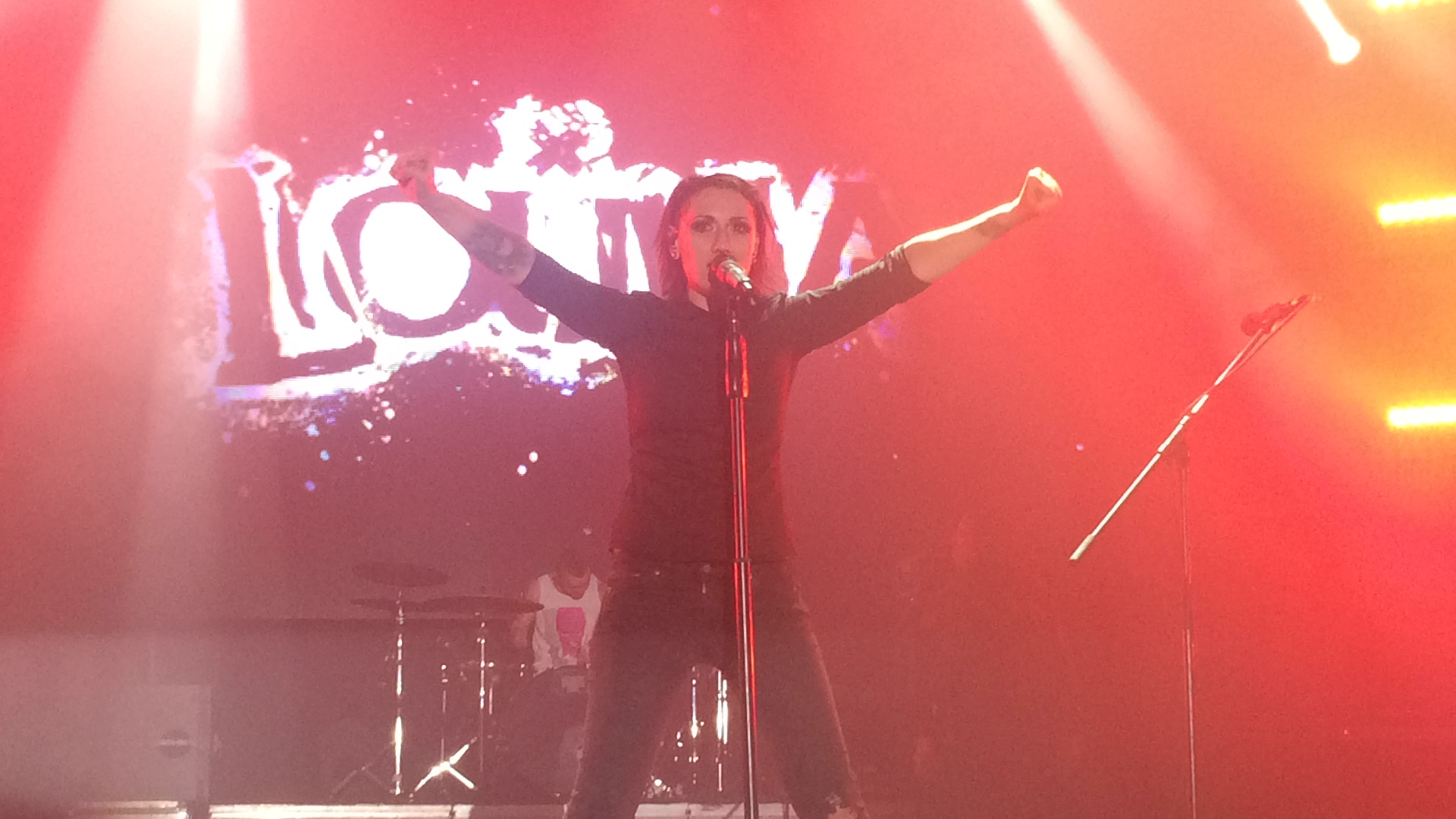
З гуртом Louna на Atlas Weekend 2017

## Дискографія

### Альбоми і сингли
| Год  | Группа           | Альбом                      | Тип релиза / Комментарий |
| ---- | ---------------- | --------------------------- | ------------------------ |
| 2005 | Tracktor Bowling | It’s Time To…               | сингл                    |
| 2005 | Tracktor Bowling | Черта                       | альбом                   |
| 2006 | Tracktor Bowling | Шаги По Стеклу              | альбом                   |
| 2007 | Tracktor Bowling | Vol.1 (Live)                | концертний альбом        |
| 2007 | Tracktor Bowling | Полгода до весны…           | акустичний альбом        |
| 2008 | Tracktor Bowling | Время                       | сингл                    |
| 2008 | Tracktor Bowling | Поколение Рок               | сингл                    |
| 2009 | Tracktor Bowling | Ни шагу назад               | сингл                    |
| 2009 | Louna            | Чёрный                      | сингл                    |
| 2009 | Louna            | Белый                       | сингл                    |
| 2010 | Louna            | Солнце                      | сингл                    |
| 2010 | Tracktor Bowling | Tracktor Bowling            | альбом                   |
| 2010 | Louna            | Сделай громче!              | альбом                   |
| 2011 | Louna            | Кому веришь ты? (feat. Тэм) | сингл                    |
| 2012 | Louna            | Время X                     | альбом                   |
| 2012 | Louna            | Mama                        | сингл                    |
| 2013 | Louna            | Проснись и пой!             | концертний альбом        |
| 2013 | Louna            | Business                    | сингл                    |
| 2013 | Louna            | Behind a Mask               | альбом                   |
| 2013 | Louna            | Мы — это Louna              | альбом                   |
| 2015 | Tracktor Bowling | Наш 2006-й                  | сингл                    |
| 2015 | Tracktor Bowling | Натрон                      | сингл                    |
| 2015 | Tracktor Bowling | Бесконечность               | альбом                   |
| 2016 | Louna            | 18+                         | сингл                    |
| 2016 | Louna            | Дивный новый мир            | альбом                   |